# Peter Vermeersch (schrijver)

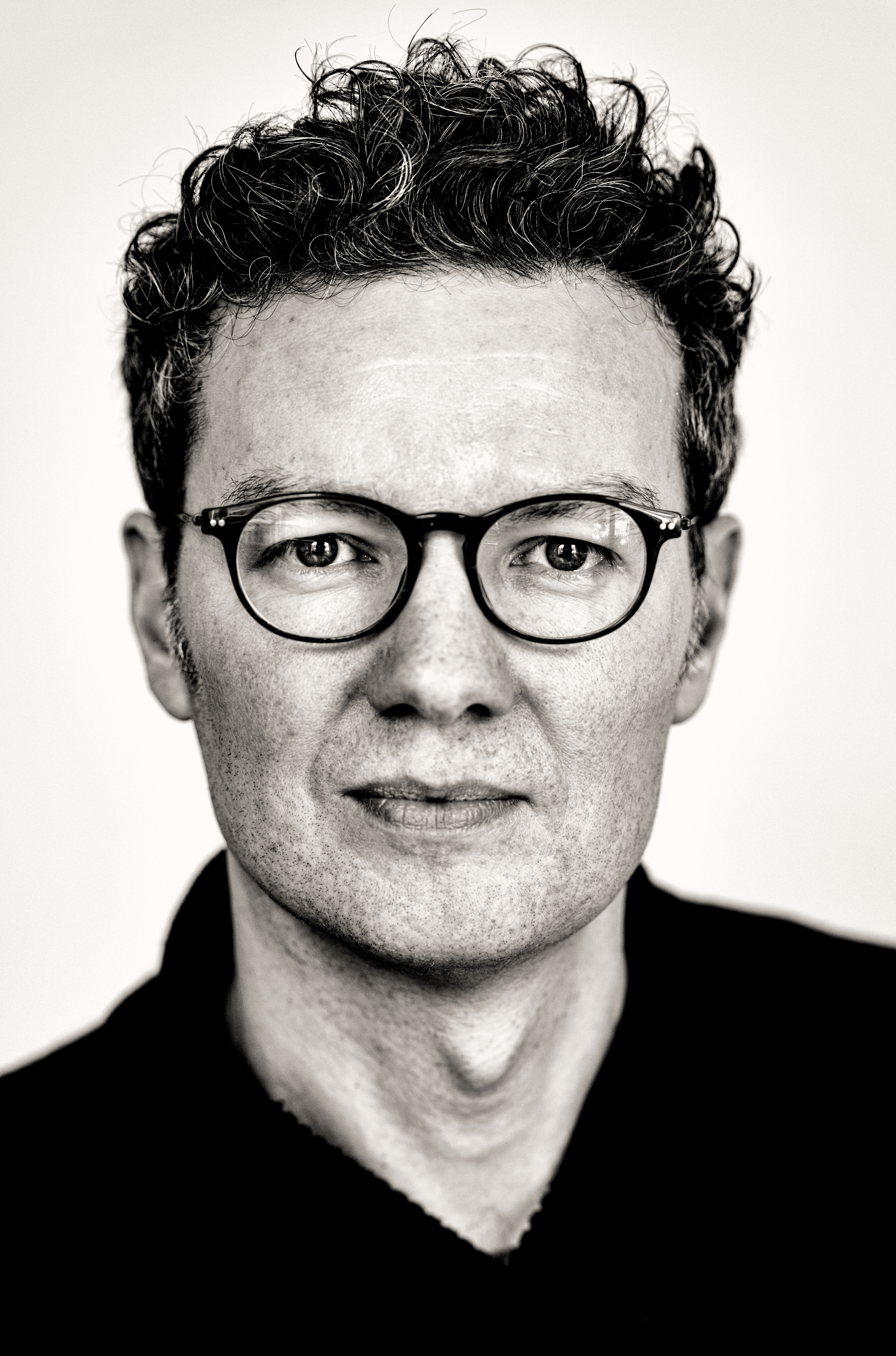
Peter Vermeersch, februari 2019.

Peter Vermeersch (Brugge, 1972) is een Belgisch hoogleraar, schrijver en dichter. Hij groeide op in Sijsele en Brugge, studeerde in Leuven, Krakau en Warschau. Vandaag woont hij in Brussel.

## Biografie
Hij is als slavist en politiek wetenschapper verbonden aan de Katholieke Universiteit Leuven. Naast academische artikelen schrijft hij literaire essays in diverse tijdschriften. Samen met David Van Reybrouck publiceerde hij de dichtbundel Neem bijvoorbeeld graniet- de Europese grondwet in verzen (De Bezige Bij, 2011). Zijn boek Ex. Over een land dat zoek is (2014) is een persoonlijk reisverslag doorheen het voormalige Joegoslavië. Ex. werd in 2016 bekroond met de Prijs van de Provincie West-Vlaanderen voor Proza.
Van 2008 tot 2014 coördineerde Peter Vermeersch samen met David Van Reybrouck het Brussels Dichterscollectief.
Peter Vermeersch is bestuurslid van PEN Vlaanderen en is lid van de kernredactie van het literair-culturele tijdschrift DW B. Hij schrijft voor De Correspondent en McSweeney's.
Vermeersch is lid van de Board of Directors van de Association for the Study of Nationalities (ASN). Hij is ook lid van het programmacomité van de jaarlijkse internationale conventie van de ASN (Columbia University, NYC).

## Publicaties
- Neem bijvoorbeeld graniet. De Europese grondwet in verzen (2011)
- Ex. Over een land dat zoek is (2014)
- Aantekeningen bij een moord (2019)